# The Chromatica Ball
A The Chromatica Ball Lady Gaga amerikai énekesnő hatodik önálló világ körüli turnéja, amellyel Chromatica című albumát népszerűsítette. A koncertsorozat 2022. július 17-én indult Düsseldorfban, és 2022. szeptember 17-én ér véget Miamiban. Az eredeti tervek szerint a turné 2020. július 4-én kezdődött volna Párizsban, de a Covid19-pandémia miatt először 2021-re, majd 2022-re halasztották. Ez az énekesnő első, kizárólag stadionokban zajló koncertkörútja, amelynek színpadát a brutalista építészet ihlette. A népszerűsített album témáival összhangban a műsor narratívája egy trauma és gyógyulás körüli utazást mutat be. Különálló felvonásokra tagolódik, amelyeket egy-egy videós bevezető és jelmezváltás választ el egymástól. Gaga a turnéra „sötétebb, vadabb” megjelenést választott a Chromatica korábbi promóciós képeinek rózsaszín cyberpunk megjelenéséhez képest; ruhatárában olyan tervezők ruhái szerepeltek, akikkel korábban gyakran dolgozott együtt, mint Alexander McQueen, Gareth Pugh és húga, Natali Germanotta.
A The Chromatica Ball elnyerte a kritikusok tetszését, a különböző orgánumok a legmagasabb pontszámmal értékelték a kritikáikban. Dicsérték a látványt, a koreográfiát, Gaga énekesi képességeit, és sokan a koncert legerősebb részeként emelték ki a zongorás szakaszt. Számos amerikai helyszínen Gaga politikai nyilatkozatokat iktatott be a zongoraelőadásaiba, olyan témákat érintve, mint a fegyveres erőszak és az abortuszjogok. A Billboard Boxscore adatai szerint a The Chromatica Ball végül 112,4 millió dolláros bevételt hozott 834 000 eladott jegyből, több egyéni látogatottsági és helyszínrekordot is megdöntve. Az HBO egy különkiadást forgatott Gaga 2022 szeptemberi, Los Angeles-i Dodger Stadionban tartott koncertjéről. A koncertfilm 2024. május 25-én jelent meg az HBO-n és a Maxon.

## Háttér

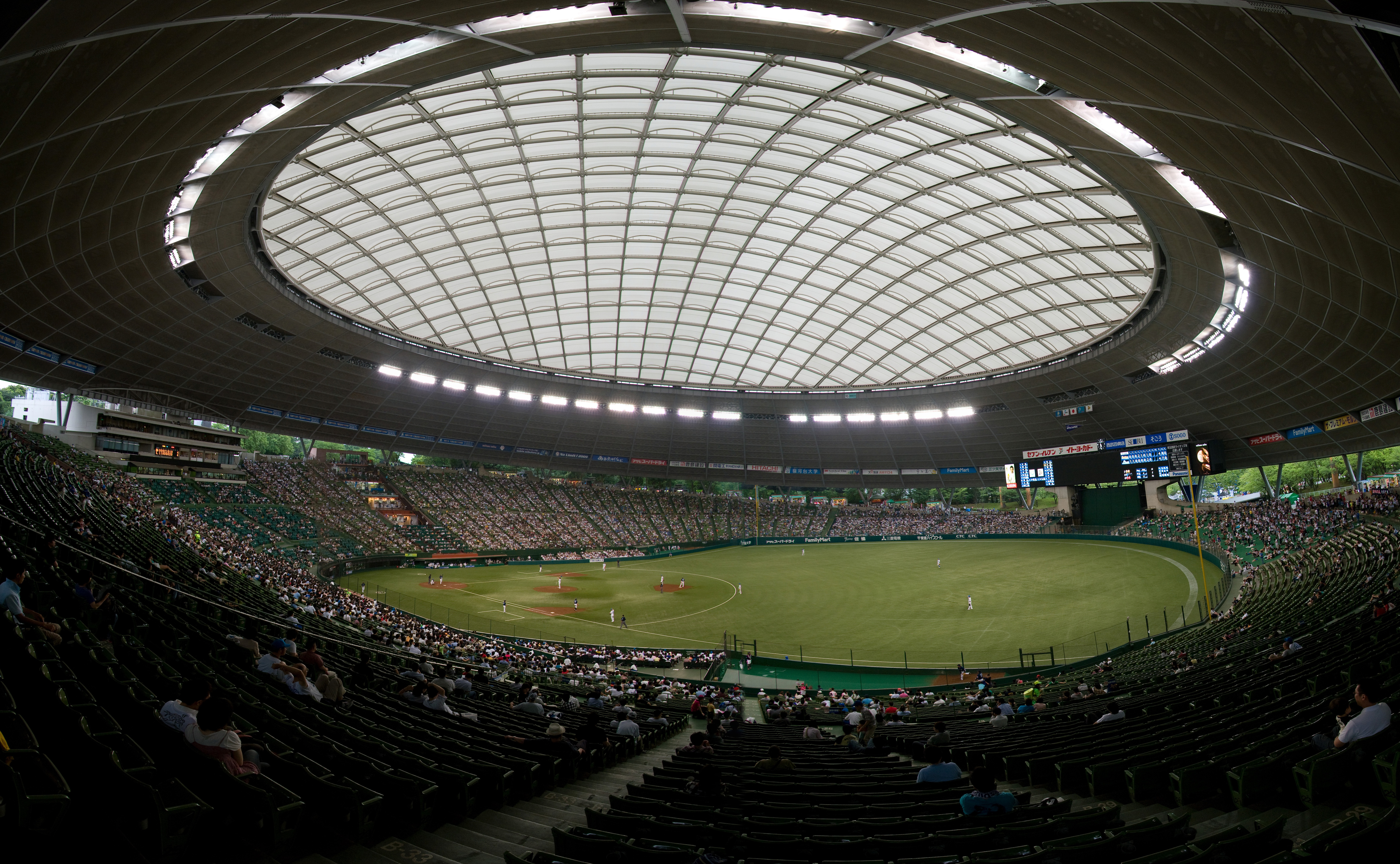
Két koncertre a tokiói Belluna Dome-ban (a képen) került sor, ami nyolc év után Gaga első koncertje volt Japánban

2020. március 5-én az énekesnő bejelentett egy „speciális, hat várost érintő, limitált és exkluzív” koncertsorozatot, amellyel Európában Párizsba és Londonba, míg Észak-Amerikában Bostonba, Torontóba, Chicagóba és East Rutherfordba látogatott volna el. A bejelentést egy kétoldalas grafika kísérte, az egyik oldalon egy extrém közeli kép Gaga arcáról, rajta a „Chromatica szimbólummal”, amelyet többnyire egy hosszú, kiegyenesített, rózsaszín paróka takar. A grafika másik oldalán a turné rövid útvonala látható, amelyet a Chromatica vezető kislemezének, a Stupid Love-nak a klipjéhez és promóciós kampányához készült képek vesznek körül. A bejelentésből kiderült, hogy ez lesz az énekesnő első stadionturnéja, amelynek minden koncertje egy multifunkciós stadionban, mint például a MetLife Stadionban lesz megrendezve. A Covid19-pandémiával kapcsolatos biztonsági aggályok miatt először 2021 nyarára, majd másodszor 2022 nyarára halasztották el.
Az új dátumokat további európai és észak-amerikai helyszínekkel bővítették és hivatalosan 2022. március 7-én jelentették be, így az egykor korlátozott turné 15 állomásos lett, amelyet "The Chromatica Ball Summer Stadium Tour" néven hirdettek. 2022. április 14-én két időpontot jelentettek be Tokióban, ami nyolc év után az énekesnő első japán koncertjét jelentette. Az esemény alkalmából 2022. augusztus 31-én megjelent a Chromatica japán turné kiadása extra tartalommal, és ugyanezen a napon nyílt meg egy pop-up bolt, ahol különböző merchandise termékeket árultak. Május 16-án három további észak-amerikai koncertet jelentettek be Hersheyben, Houstonban és Miamiban, így a turné összesen 20 koncertre bővült.
Gaga legutóbbi turnéja, a Joanne World Tour (2017-2018) során az énekesnő kénytelen volt lemondani a koncertsorozat európai szakaszának nagy részét a fibromyalgia okozta súlyos fájdalmai miatt. Nem sokkal a The Chromatica Ball kezdete előtt Gaga elmondta, hogy „volt idő, amikor azt hitte, soha többé nem állhat színpadra”, ugyanakkor hozzátette, hogy „olyannyira fájdalommentesnek érzi magát, amit már régóta nem tapasztalt”.  A Rolling Stone-tól Hannah Ewens megjegyezte, hogy a koncertsorozatot „gondosan és sikeresen Gaga betegségét szem előtt tartva tervezték meg”, kevesebb dátummal bármelyik korábbi világ körüli turnéjához képest, és a bonyolultabb koreográfiát a show utolsó szakaszára tartogatták.

## Tervezés

### Koncepció és színpadkép

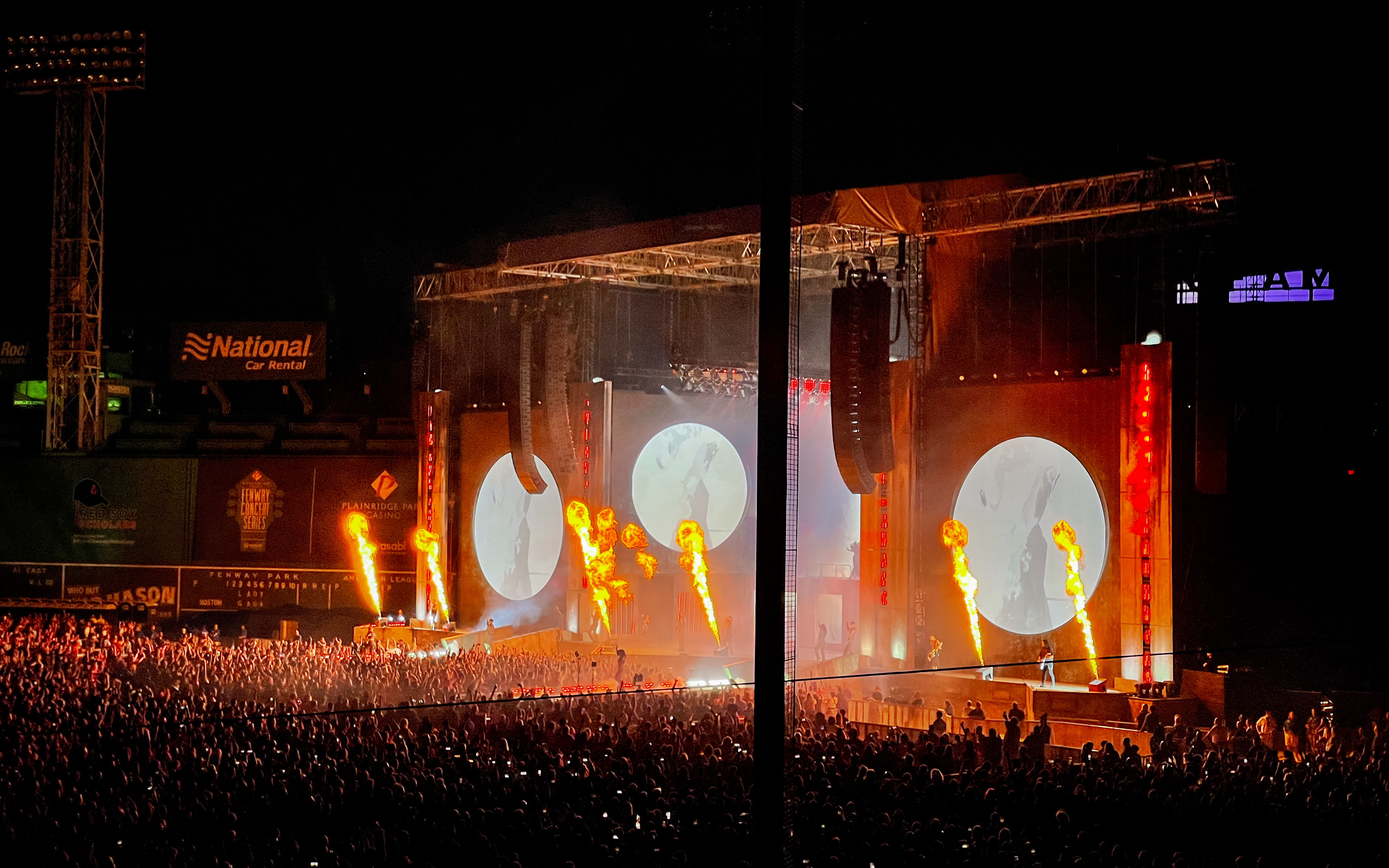
A The Chromatica Ball színpada a Fenway Parkban, Bostonban

A turné első koncertjének napján Gaga egy videót tett közzé Instagram-fiókján, amelyben a show mögötti tartalomról mesélt: „A színpadot a brutalista építészet, anyagok, textúrák, a nyersség, az átláthatóság inspirálta. Egy igazán kegyetlen és kemény pillantás önmagadra, arra, amin keresztülmentél. Egy történetet akartam elmesélni az absztrakcióval és a művészettel, így a show olyan dolgokat ünnepel, amiket mindig is szerettem, mint a művészet, a divat, a tánc, a zene, a technológia, a költészet, és ahogyan ezek a dolgok együtt működnek”. Azt is hozzátette, hogy a show „dokumentálja a fájdalmak sok különböző szakaszát és oldalát, valamint a bánat mániákus energiáját, amit úgy érzem, hogy megtapasztaltam az életem során”.
Az „impozáns” színpadképet a média egy német éjszakai klubhoz hasonlította. Neil McCormick, a The Telegraph munkatársa szerint a fekete-fehér brutalista építészet a „Fritz Lang által elképzelt rémálomszerű szovjet disztópiát” idézi. McCormick úgy érezte, hogy "ez a kezdetben komor esztétika" markáns kontrasztot alkotott a színes jelmezváltásokkal és speciális effektekkel. A nagyszínpadot két kifutó és öt ötemelet magas képernyő kísérte. Egy második, kisebb színpadon áll Gaga zongorája. A faágakkal díszített hangszert H. R. Giger munkáihoz hasonlították. A pirotechnikai effekteket biztosító lángszórók mellett a közönség LED-es karszalagokat kapott, amelyek a ritmus ütemére világítottak, és minden egyes dalhoz színt váltottak.

### Ruhatervezés

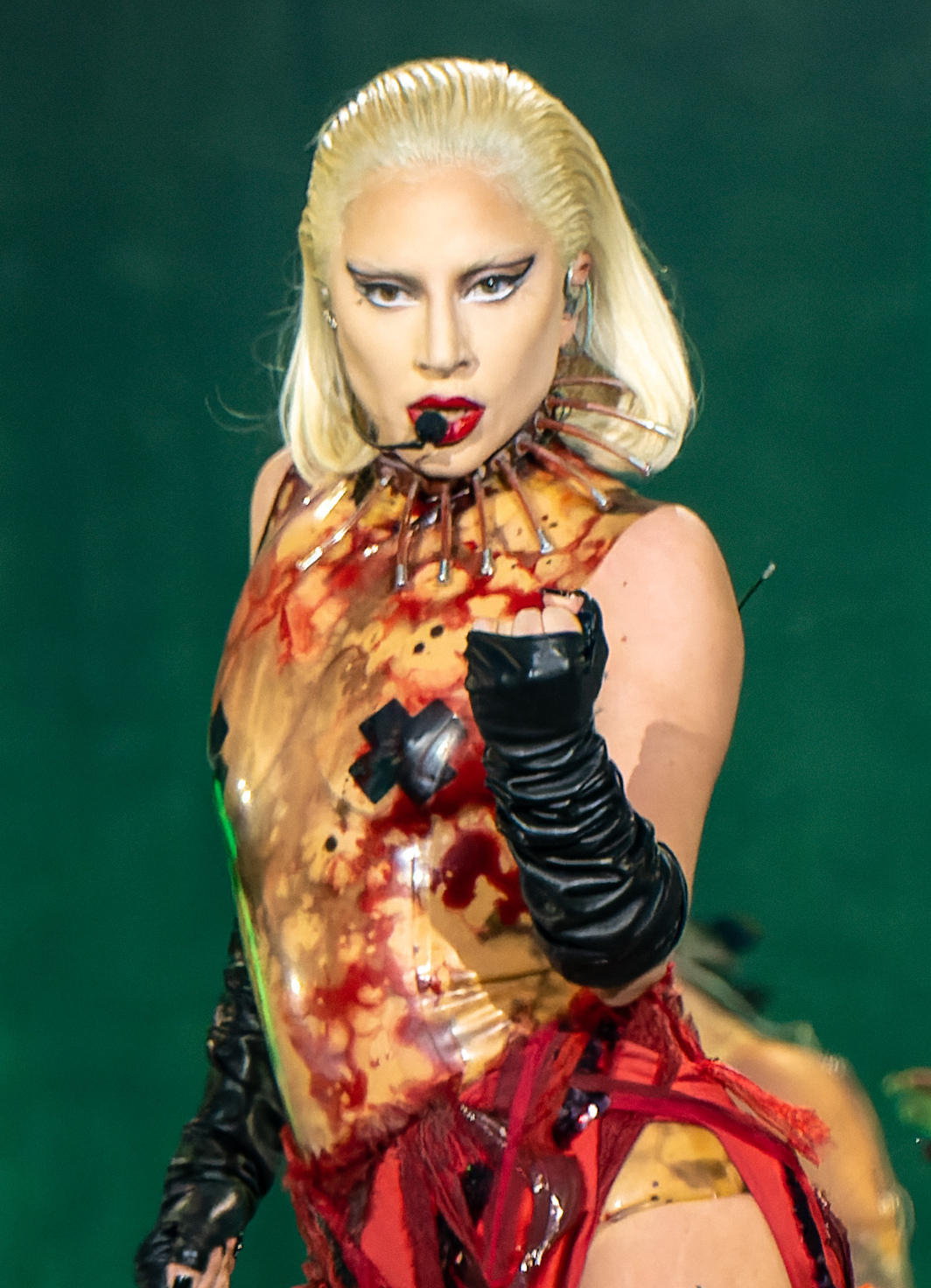
Gaga a Replay című számot adja elő latex ruhában és tüskés nyaklánccal

A show divatrendezője Nicola Formichetti volt, aki Sandra Amador és Tom Erebout stylistokkal dolgozott együtt a fellépőruhák kiválasztásában. A koncert során Gaga Gareth Pugh, Alexander McQueen, Christian Lacroix, Aziz Rebar, Vex Latex, Dead Lotus Couture és Topo Studio NY ruhákat visel. Utóbbi testvére, Natali Germanotta saját divatmárkája. Christian Allaire a Vogue-tól megjegyezte, hogy Gaga elhagyta a Stupid Love klipjéből a rózsaszín, cyberpunk megjelenést, és helyette „felelevenítette a jellegzetes 'Mother Monster' stílusát, amely a sötétebb, élesebb esztétikát részesíti előnyben”. A The Chromatica Ballt „dicsőséges visszatérésnek nevezte a különc öltözködéshez”, és a The Monster Ball (2009-2011) és a Born This Way Ball (2012-2013) koncertkörútjain viselt ruháihoz hasonlította, amelyek„ baljósan sci-fi (de magas divatúak)” voltak.
Gaga kemény szerkezetű szarkofág jelmezét a nyitójelenetben David Bowie 1979-es Saturday Night Live előadása ihlette. A ruha „olyan, mint egy beton szfinx, középen kinyílik, hogy tükrös belső tereket tárjon fel”. A show későbbi részében Gaga különböző aranyszínű viseleteket mutat be. Először egy fémes arany moaré ruhát visel Alexander McQueentől: öltözéke egy válltömésekkel és nagy gallérral ellátott, kivágott dzsekit és egy széles szárú nadrágot tartalmaz; a dzsekit levéve egy ujjatlan, gombos galléros felsőben látható. A monokróm megjelenést a hozzá illő aranyszínű csizma teszi teljessé. Gaga ezután egy Philip Treacy által készített karomszerű arany fejdíszt vesz fel, valamint a nővére által tervezett aranyszínű ruhát. Daniel Rodgers, a Dazed munkatársa számára a ruha Andrew Lloyd Webber Joseph and The Amazing Technicolour Dreamcoat című darabját idézte. Egy másik McQueen-ruha a show egy erősen koreografált részéhez egy kristályokkal díszített latex bodysuit és bőr motoros dzseki volt, valamint fekete hálós harisnyára húzott bőr motoros csizma.
Gaga egy vérvörös, csúcsos vállú ruhát is viselt, fekete bőrcsizmával és ujjatlan kesztyűvel. A ruhadarabot levéve egy latex bodysuitban látható, amely vörös, vérszerű anyaggal volt megspékelve, nyakán pedig egy nagy, szöges nyakláncot viselt. Ezt később egy szikrázóan piros, kivágott pufferdzsekivel és egy túlméretezett napszemüveggel egészítette ki. Egy másik latex outift egy BDSM-ihlette fűzőből áll, hámszerű csatokkal és tüskés vállakkal, valamint egy laza lábú bőrnadrágból és egy rendőrnős sapkából. Lauren O'Neill az i-től úgy vélte, hogy ez a „tekintélyelvű” megjelenés Gaga Alejandro (2010) című klipjét idézi, míg Dan Deluca, a The Philadelphia Inquirer munkatársa szerint „Madonna 'Justify My Love'-korszakának előtti tisztelgés”. A koncert zongorás része alatt Gaga egy lila-fekete bodysuitban és fejdíszben jelenik meg, amelyet az újságírók „nagyon elbűvölő bogárként” és „lila imádkozó sáskaként” jellemeztek. Gaga utolsó megjelenése egy fekete-fehér bodysuitból és bőr motoros dzsekiből, valamint egy hálós harisnyából, térdig érő csizmából és egy csontos kézdíszből áll.

## A koncert összefoglalása
A show egy bevezetőre, négy felvonásra és egy fináléra tagolódik, amelyek mindegyikét egy-egy videóbejátszás kíséri, amelyet Nick Knight rendezett. A koncert egy laza narratívát követ, amely a fogságba esett Gaga útját mutatja be a felszabadulásig. A koncertet nyitó videóban Gaga egy négylábú árnyékfiguraként jelenik meg, hatalmas magassarkú cipőben és koronával. A műsor nyitányában az énekesnő három olyan számot ad elő, amelyek elindították karrierjét. Gaga egy óriási betonlapra emlékeztető díszlet tetején jelenik meg, és elkezdi énekelni a Bad Romance-t, miközben mozdulatlanul áll egy szarkofágszerű bőrruházatban, és csak az arca látható. Ruhájának rétegeit lassan eltávolítják, miközben korlátozott mozdulatokkal forog körbe a Just Dance és a Poker Face című számok alatt. Az első felvonás egy kórházjeleneteket mutató videóval indul. Gaga ezután visszatér a színpadra, látszólag vérrel borítva, és három dallal folytatja, amelyek közös tematikával bírnak: félelmeit és belső küzdelmeit énekli meg bennük. Gaga egy levegőbe emelt műtőasztalon fekszik az Alice című szám közben. A Replay alatt az egyik táncosa cipeli őt, mielőtt a teljes koreográfia elkezdődik, és Gaga sikoltozva parancsolja a közönségnek, hogy „Tegyétek fel a mancsotokat!”. A Monster című számban Gaga egy zombi témájú táncot ad elő, majd a táncosai megtámadják és „élve felfalják”, hogy aztán egy tüskés piros kabátban és túlméretezett napszemüvegben bukkanjon fel újra.

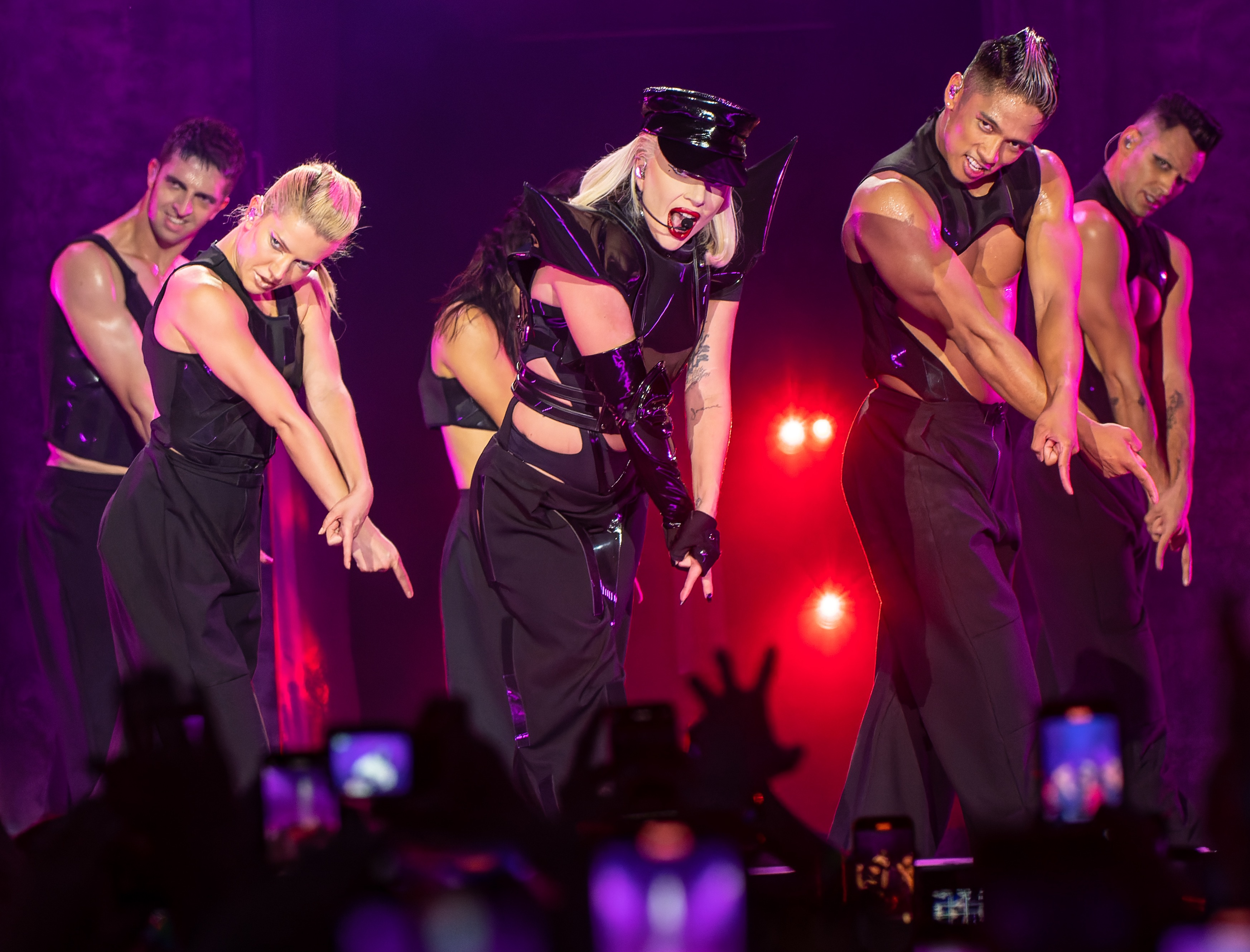
Gaga, táncosai által körülvéve, a Sour Candy előadása közben

Miután egy újabb videóval elkezdődik a második felvonást, Gaga visszatér a színpadra egy vinyl domina ruhába öltözve, miközben őrjöngő vörös fények világítják meg a színpadot a 911-hez. A Sour Candy-t szinkronizált koreográfiával adják elő, majd a Telephone következik, amely során először kerülnek használatba a díszlet lángszórói. A LoveGame-et elektronikus gitárok alakítják dance-pop és heavy metal keverékévé. Egy másik videórészlet mennyei robbanásokat mutat be, miközben Gaga és táncosai a harmadik felvonásra egymáshoz illő arany szaténba öltöznek. Gaga megkérdezi a közönséget, hogy kellett-e valaha az életükért küzdeniük, majd a Babylon című számmal folytatja, táncosaival együtt vogue-táncot adva elő. A dalt Alexander McQueennek emlékének ajánlja. Gaga ezután felvesz egy az arcát eltakaró fejdíszt, és lassan végigsétál a közönségen a nagyszínpad és a kisebb, második színpad közötti folyosón, miközben a Free Womant énekli. Emlékezteti közönségét, hogy „ez egy bál, és itt mindenkit szívesen látunk”, miközben leül a zongorához, amelyet egy tövises faágakra emlékeztető alkotás borít. Miután arról beszél, hogy rengeteg olyan embert lát a közönségben, akik pontosan tudják magukról, kik is ők valójában, előadja a Born This Way című önelfogadási himnuszát, kezdetben csak zongorán, majd a dal koreografált albumverziójára váltva.
Virágokat és királyi ékszereket bemutató képsorok után Gaga a negyedik felvonásra visszatér a zongorához egy rovarjelmezben, és az A Star Is Born két dalát, a Shallow-t és az Always Remember Us This Way-t adja elő. A The Edge of Glory alatt Gaga rövid időre megáll tisztelegni a közönség előtt a világjárvány idején tanúsított bátorságukért. Beszél arról a szomorú állapotról, amely az 1000 Doves megírására inspirálta, és sajnálatát fejezi ki, amiért fájdalmát egy vidám popslágerrel leplezte, majd zongorán előadja a dalt, ahogyan eredetileg tervezte. Gaga a székre állva, a billentyűkhöz előrehajolva folytatja Fun Tonight című számával. A dalt azoknak ajánlja, akik ugyan szórakozni mentek barátaikkal, de legbelül nem érzik jól magukat. Gaga egy mikrofonállványt kap az Enigma című számhoz, amelyet az előadás alatt a feje fölött forgat. Az utolsó átvezető videóban Gaga a művészetről és a művész felelősségéről beszél. Az ünnepélyes fináléban a Stupid Love és a Rain on Me című dalokat adja elő egy kristályokkal díszített bodysuitban; az utóbbi dal úgy kezdődik és zárul, hogy Gaga a hátán fekszik. Még egyszer visszatér egy ráadásra, latexbe és bőrbe öltözve, és egy fémkarmot viselve. A Top Gun: Maverick Hold My Hand című főcímdalának előadásakor gitárok és pirotechnikai effektek kísérik őt. Gaga azzal a mondattal fejezi ki szeretetét a közönség tagjai felé, hogy „lehet, hogy nem fogjátok mindig a kezem, de én mindig fogom a tiétek”. Amikor még egyszer utoljára felemeli a kezét, a kijelzők a karmára fókuszálnak, majd a fények kialszanak.

## A kritikusok értékelései

### Európa

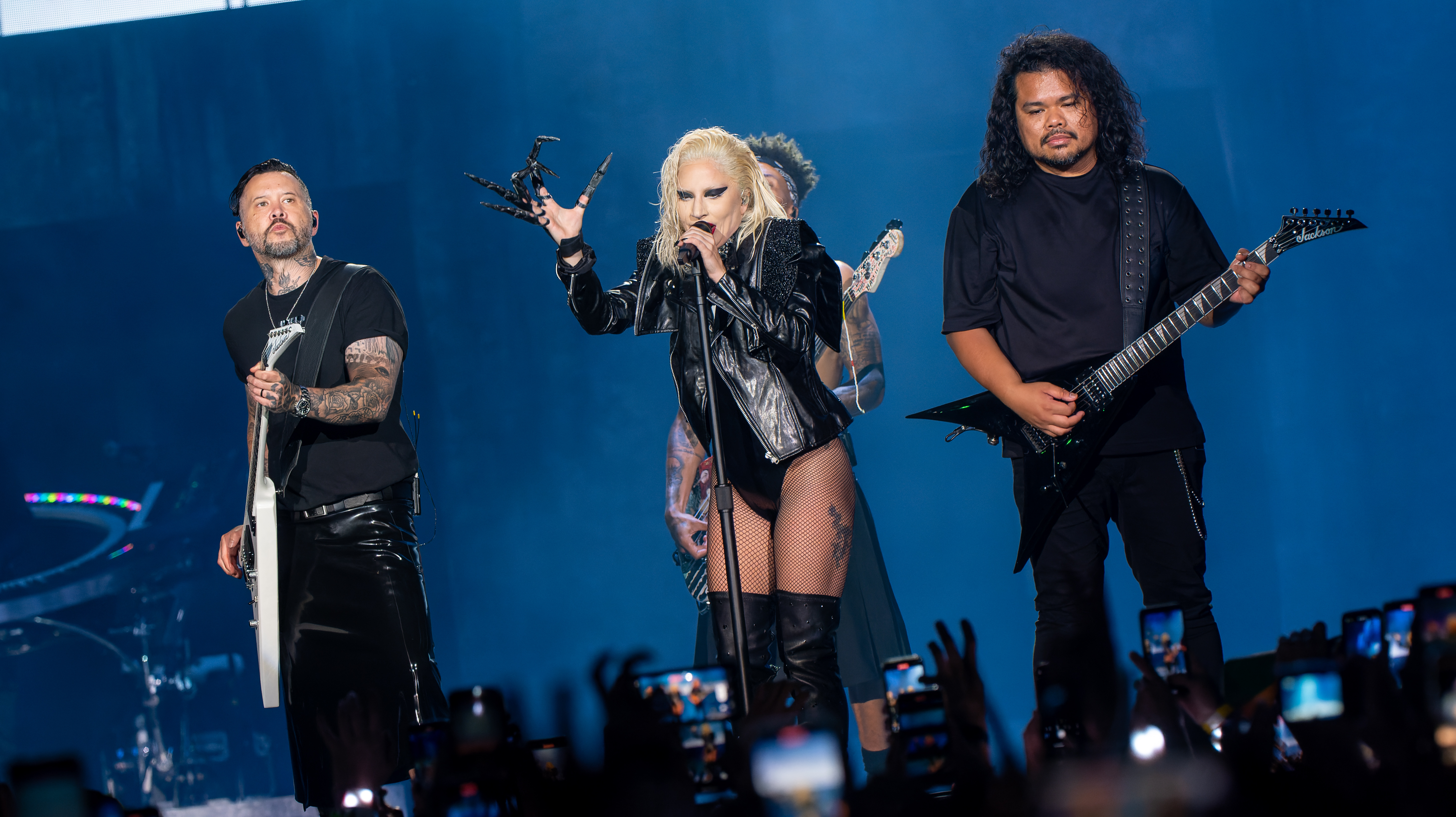
Gaga a Hold My Hand előadása közben a turnén

Az első koncertről szóló kritikájában Boris Pofalla a Welt című lapban egy rockkoncerthez hasonlította, „a kezek a levegőben, a csuklókon villogó karkötők, több gitáros trapéz alakú hangszerekkel, pörgő táncosok és – nagyon hatásosan – sok lángszóróknak” köszönhetően. Befejezésül kijelentette, hogy az első koncert „egy olyan előadó visszatérése volt, akit joggal nevezhetünk az egyik legnagyobb élő popsztárnak, és talán az utolsónak is”. A The Telegraph ötcsillagos kritikájában Neil McCormick megjegyezte, hogy a koncert„ egyértelműen ugyanannyit jelentett a művésznek, mint a közönségnek, valódi érzelmi hatást kölcsönözve egy abszolút ütős pop-látványosságnak. Fantasztikus, hogy egy ilyen hatalmas tehetség újra ott van, ahová tartozik”. Lauren O'Neill az i-től szintén ötcsillagosra értékelte a turnét. Gagát a „világ egyik legjobb előadójának” nevezte, akit élőben nézni lehet, miközben dicsérte a produkciót, a táncot és a showt, mondván, hogy az „egy laza narratívát követett, a setlist felvonásokra osztva, ami úgy tűnt, hogy elvisz minket Gaga születésétől a Chromatica bolygón egészen a szabadságharcossá válásáig, aki kész harcolni az önkifejezés és a szeretet értékeiért”. A Rolling Stone-nak írva Hannah Ewens 5 csillagos kritikát adott a koncertről, Gagát „az egyik legnagyobb élő zenei előadóként” dicsérte, és a zongoraszekciót emelte ki az est fénypontjaként. Michael Cragg, a The Guardian munkatársa szintén pozitívan jellemezte a turnét, és 5-ből 4 csillaggal értékelte. Nick Levine, az NME munkatársa a maximális 5 csillaggal értékelte a műsort, amely „briliáns” és „izgalmas, magas koncepciójú visszatérés a pop legjobbjától”. Adam Davidson, a Clash munkatársa szerint „a show olyan kiszámíthatóan kiszámíthatatlan volt, ahogy az egy Lady Gaga-koncerttől elvárható, a hihetetlenül koreografált táncoktól kezdve az avantgárd színházi produkciókon át a rengeteg speciális effektusig, amelyek emlékezetessé tették az estét a jelenlévők számára”. Arwa Haider, a Financial Times munkatársa a maximális 5 csillaggal értékelte a műsort „a részletekre való óriási odafigyeléséért”, mondván, hogy „Gaga dizájner jelmezei és a dalok közbeni metamorfózisai látványosak voltak, hangereje – egyszerre szárnyalóan soulos és ordítóan punkos – és elegáns koreográfiája diadalmas volt”.

### Észak-Amerika

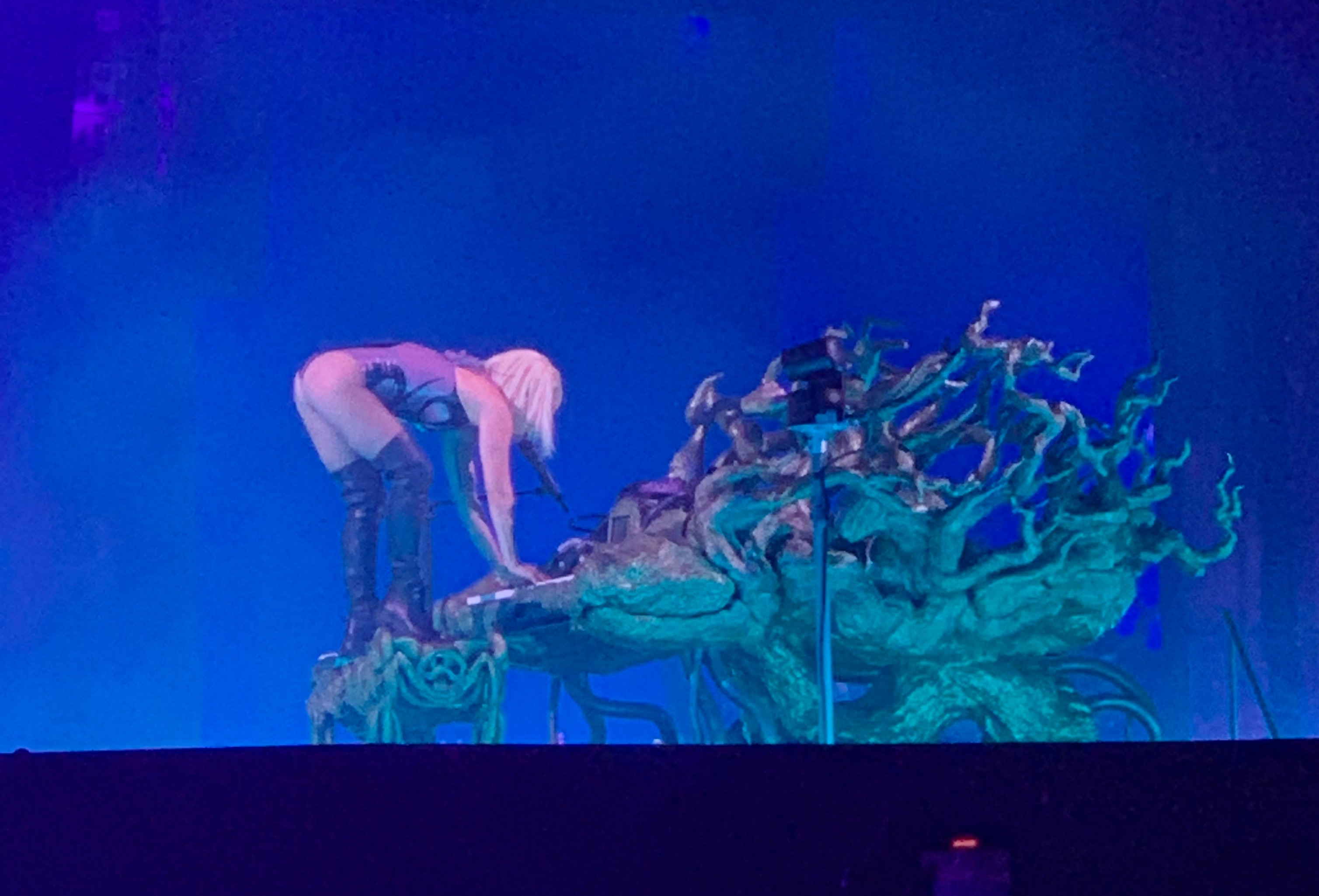
Gaga a Fun Tonight című számot adja elő, miközben a zongorán játszik, amely egy tövisekből álló szobor belsejében van elhelyezve

Sarah Kurchak a torontói koncert után a Consequence című lapban a „nyár kihagyhatatlan popeseményének” nevezte a műsort, amely „a diadal, a sebezhetőség, az ünneplés, a dac, a szívfájdalom pillanatait vegyítette”. Joe Lynch, a Billboard munkatársa a show zongorás részét emelte ki, azt írva, hogy „Gaga éneke az elejétől a végéig teljes mértékben hallható és lenyűgöző volt, de a show ezen része alatt megismerhettük tekintélyes hangszálainak mélységeit és a tömeg energiájához való mély kötődését”. Selena Fragassi a Chicago Sun-Times-tól hasonlóképpen dicsérte a zongoraszekciót, mondván, hogy ez volt „a show legfelemelőbb” része, ahol „Gaga végre elég ideig ült nyugton ahhoz, hogy kifogástalan énekhangja megcsillogtathassa”. Dicsérte továbbá Gaga „hiteles emberi kapcsolatát” és „a jelmezek, a koreográfia, a világítás és a díszlettervezés bravúros erőfeszítéseit, amelyek karrierje egyik legjobbjaként kerülnek be a történelembe”. Bob Gendron a Chicago Tribune-tól dicsérte a műsort, és „korszakalkotó előadásnak” nevezte, ahol „Gaga az életnél nagyobb magabiztosságot sugárzott, mégis többször mutatott nagyvonalú őszinteséget és alázatot”. Elismerte az énekesnő „képzett táncosait” és „sokoldalú kísérőzenekarát” is. Melissa Ruggieri, a USA Today munkatársa „pszichedelikus utazásként” jellemezte a műsort, miközben kiemelte Gaga társadalmi kommentárjait is a dalok közötti monológokban. Brittany Spanos, a Rolling Stone munkatársa úgy vélekedett, hogy „Gaga a popszakma egyik legjobb produkcióját adja elő, de ugyanolyan jó, ha hagyja, hogy hatalmas hangja megcsillanjon”. A dallistát is dicsérte, azt írta, hogy „mélyen kielégítőek voltak azok a pillanatok, amikor a régi és az új összeolvadt”. Carly May Gravley, a Dallas Observer munkatársa úgy vélte, hogy „a show nagyobbnak tűnt, mint egy album, és szinte manifesztumként szolgált az énekesnő számára, egyesítve a zene, a divat, a film és a színház iránti szeretetét, hogy összefogja kiterjedt katalógusát, és egy egységes nyilatkozatot hozzon létre”.

### Ázsia
Yusuke Tsuruta a japán koncertek után a Jomiuri Sinbun című lapnak írva kiemelte Gaga „élénk” jelenlétét és „excentrikus jelmezeit, amelyekkel a neve összeforrt”, és hozzátette, hogy magabiztos énekhangjának köszönhetően a show akusztikus, zongorás része éppúgy magával ragadta a közönséget, mint a koreografált, nagy energiájú előadásai.

## Kereskedelmi teljesítmény
2022. június 16-án a Billboard jelentése szerint a turné 20 koncertje során a jegyeladások meghaladták a 80 millió dollárt. Arthur Fogel, a Live Nation globális turné részlegének vezérigazgatója szerint a londoni, párizsi, bostoni, tokiói, torontói, chicagói és düsseldorfi koncertekre már több mint egy hónapja elkeltek a jegyek, és a turné júliusi rajtjáig még több mint egy hónap van hátra. Fogel elismerően beszélt a turné eladásra kínált dátumok kereskedelmi fogadtatásáról, hozzátéve, hogy egyetlen csalódottsága, hogy „nincs több időnk további koncerteket beszervezni”. Arra hivatkozott, hogy Gaga menetrendje, amely magában foglalja a folyamatban lévő Las Vegas-i rezidenciáját, az Enigma + Jazz & Piano-t, egyszerűen nem hagyott időt arra, hogy további turnéidőpontokat tervezzenek.
Végül több mint 112 millió dolláros jegybevételt ért el, és a turné során Gaga több egyéni látogatottsági és helyszínrekordot is megdöntött. Július 24-én a Stade de France-ban adott koncertjén Gaga 76 000 ember előtt lépett fel, ezzel ez volt karrierje legnagyobb nézőszámú koncertje. A valaha volt legnagyobb bruttó bevételt érte el a San Franciscó-i Oracle Parkban ($7.4 millió), valamint a chicagói Wrigley Fielden is látogatottsági, illetve bevételi rekordot döntött (43 019; $6.9 millió). Augusztus 19-én az énekesnő megdöntötte a bostoni Fenway Parkban tartott koncertek legnagyobb látogatottsági rekordját, miután 37 200 ember előtt lépett fel. A koncert egyben a valaha volt legnagyobb bevételt hozó koncert rekordját is megdöntötte ugyanezen a helyszínen, több mint 5,7 millió dolláros bevétellel. A Hersheypark Stadiumban augusztus 28-án tartott koncert több mint 4 millió dolláros bevételt hozott, több mint 30 000 jegyet adtak el, így ez volt a valaha volt legnagyobb bevételt hozó koncert ezen a helyszínen, ezt a rekordot korábban a The Rolling Stones tartotta 2005 óta.
A Billboard adatai szerint a The Chromatica Ball júliusban az európai hat koncertből 28,3 millió dollár, júliusban, augusztusban és szeptemberben az észak-amerikai szakasz során 72,6 millió dollár, Japánban pedig két koncertből 11,5 millió dollár bevételt termelt. Gaga felülmúlta a korábbi turnéinak átlagos nézőszámait, esténként átlagosan 41 700 jegyet váltottak a koncertjeire, ami 127%-kal több, mint a korábbi legjobbja, az átlag 18 400 jegy a The Born This Way Ball során. Az átlagos bevételeket tekintve a turné 190%-kal, 5,6 millió dollárra nőtt, megelőzve a Joanne World Tour 1,9 millió dolláros átlagbevételét. Húsz koncertjével ez lett az elmúlt évtized legnagyobb bevételt hozó turnéja Gagának, és ez volt a harmadik olyan turnéja a The Monster Ball és a Born This Way Ball után, amely elérte a 100 millió dolláros bevételt.

## Koncertfilm
A 2022. szeptember 10-i, Los Angeles-i koncertet rögzítették egy akkor még ismeretlen projekthez. Gaga a koncert után a következőt tweetelte: „52 000 ember. Elfogyott a jegy. 30 kamera rád irányítva, egy felvétel”. 2023 júniusában megerősítette, hogy a The Chromatica Ball koncertfilmjén dolgozik. 2024. május 8-án a közösségi médiában hivatalosan is bejelentette a koncertfilmet, amelynek premierje 2024. május 25-én volt az HBO-n és a Maxon.

## Dallista
Ez a dallista a 2022. július 21-i stockholmi koncert alapján készült. Nem reprezentálja a turné összes koncertjét.
1. Bad Romance
2. Just Dance
3. Poker Face
4. Alice (amelyet a Chromatica I elemeit tartalmazó intró előz meg)
5. Replay
6. Monster
7. 911 (amelyet a Chromatica II elemeit tartalmazó intró előz meg)
8. Sour Candy
9. Telephone
10. LoveGame (John Wayne elemeket tartalmaz)
11. Babylon (amelyet a Chromatica III elemeit tartalmazó intró előz meg)
12. Free Woman
13. Born This Way
14. Shallow
15. Always Remember Us This Way
16. The Edge of Glory
17. 1000 Doves
18. Fun Tonight
19. Enigma
20. Stupid Love
21. Rain on Me

Finálé
1. Hold My Hand

Megjegyzések
- Az 1000 Doves és a Fun Tonight a 2022. július 21-i stockholmi és az azt követő koncertek setlistjére került fel.[48]
- A The Edge of Glory nem hangzott el a 2022. július 29-i londoni koncerten.[29]
- 2022. augusztus 23-tól kezdve Gaga az 1000 Doves-t lecserélte az Angel Downra.[24][49]
- Az utolsó miami koncertet az Angel Down alatt a kedvezőtlen időjárási körülmények miatt félbe kellett szakítani. A műsor további részét végül az este folyamán törölték.[50]

## A turné állomásai
| Dátum                | Város         | Ország           | Helyszín                  | Eladott jegyek           | Bevétel       |
| Európa               | Európa        | Európa           | Európa                    | Európa                   | Európa        |
| -------------------- | ------------- | ---------------- | ------------------------- | ------------------------ | ------------- |
| 2022. július 17.     | Düsseldorf    | Németország      | Merkur Spiel-Arena        | 45 722 / 45 722          | 4 027 543 $   |
| 2022. július 21.     | Stockholm     | Svédország       | Friends Arena             | 34 934 / 34 934          | 3 540 732 $   |
| 2022. július 24.     | Párizs        | Franciaország    | Stade de France           | 78 866 / 78 866          | 7 844 680 $   |
| 2022. július 26.     | Arnhem        | Hollandia        | GelreDome                 | 30 267 / 30 267          | 3 250 525 $   |
| 2022. július 29.     | London        | Anglia           | Tottenham Hotspur Stadion | 86 508 / 86 508          | 9 638 047 $   |
| 2022. július 30.     | London        | Anglia           | Tottenham Hotspur Stadion | 86 508 / 86 508          | 9 638 047 $   |
| Észak-Amerika        |               |                  |                           |                          |               |
| 2022. augusztus 6.   | Toronto       | Kanada           | Rogers Centre             | 47 864 / 47 864          | 5 080 623 $   |
| 2022. augusztus 8.   | Washington    | Egyesült Államok | Nationals Park            | 35 920 / 35 920          | 4 885 864 $   |
| 2022. augusztus 11.  | New York      | Egyesült Államok | MetLife Stadium           | 53 155 / 53 155          | 8 412 348 $   |
| 2022. augusztus 15.  | Chicago       | Egyesült Államok | Wrigley Field             | 43 019 / 43 019          | 6 905 799 $   |
| 2022. augusztus 19.  | Boston        | Egyesült Államok | Fenway Park               | 38 267 / 38 267          | 5 704 636 $   |
| 2022. augusztus 23.  | Dallas        | Egyesült Államok | Globe Life Field          | 38 056 / 38 056          | 5 365 094 $   |
| 2022. augusztus 26.  | Atlanta       | Egyesült Államok | Truist Park               | 36 140 / 36 140          | 5 392 573 $   |
| 2022. augusztus 28.  | Hershey       | Egyesült Államok | Hersheypark Stadium       | 30 678 / 30 678          | 4 277 892 $   |
| Ázsia                |               |                  |                           |                          |               |
| 2022. szeptember 3.  | Tokió         | Japán            | Belluna Dome              | 66 706 / 66 706          | 11 442 626 $  |
| 2022. szeptember 4.  | Tokió         | Japán            | Belluna Dome              | 66 706 / 66 706          | 11 442 626 $  |
| Észak-Amerika        |               |                  |                           |                          |               |
| 2022. szeptember 8.  | San Francisco | Egyesült Államok | Oracle Park               | 38 275 / 38 275          | 7 387 434 $   |
| 2022. szeptember 10. | Los Angeles   | Egyesült Államok | Dodger Stadium            | 51 344 / 51 344          | 9 355 562 $   |
| 2022. szeptember 13. | Houston       | Egyesült Államok | Minute Maid Park          | 33 779 / 33 779          | 4 004 039 $   |
| 2022. szeptember 17. | Miami         | Egyesült Államok | Hard Rock Stadion         | 44 298 / 44 298          | 5 878 508 $   |
| Összesen             | Összesen      | Összesen         | Összesen                  | 833 798 / 833 798 (100%) | 112 394 525 $ |

## Lásd még
- A legjövedelmezőbb női turnék listája

## Fordítás
- Ez a szócikk részben vagy egészben  a   The Chromatica Ball című angol Wikipédia-szócikk fordításán alapul.  Az eredeti cikk szerkesztőit annak laptörténete sorolja fel. Ez a jelzés csupán a megfogalmazás eredetét és a szerzői jogokat jelzi, nem szolgál a cikkben szereplő információk forrásmegjelöléseként.